# مؤسسة حجي خان دولتي (ملاثاني)
مؤسسة حجی خان دولتي (بالإنجليزية: Moasseseh-ye Hajji Khan Dowlati)‏ هي منطقة سكنية تقع في إيران في قسم ملاثاني الريفي. يقدر عدد سكانها بـ 33 نسمة.